# یوئلمیس ارناندس
یوئلمیس ارناندس (اسپانیایی: Yoelmis Hernández‎؛ زادهٔ ۲۵ آوریل ۱۹۸۶) وزنه‌بردار اهل کوبا بود. وی در بازی‌های المپیک تابستانی ۲۰۱۲ و ۲۰۱۶ شرکت کرده‌است.